# Pernille Pedersen
Pernille Pedersen (født 10. januar 2001) er en kvindelig dansk fodboldspiller, der spiller i forsvaret for FC Nordsjællands kvindehold i Gjensidige kvindeliga og har tidligere optrådt på både U/17- og U/19-landsholdet. Hun har tidligere spillet for KoldingQ i ligaen og IF Lyseng Fodbold.

## Meritter
- DBUs Landspokalturnering for kvinder:
  - Vinder: 2020
- Elitedivisionen:
  - Bronze: 2020